# Londonski most
Številni mostovi z imenom Londonski most so bili v zgodovini prisotni na reki Temzi med poslovnim središčem Londona in Southwarkom, v središču Londona. Sedanji prehod, ki je bil odprt za promet leta 1974, je škatlast nosilec zgrajen iz betona in jekla. Ta je nadomestil kamniti obokan most iz 19. stoletja, ki je nadomestil 600 let staro srednjeveško strukturo. Ta je nasledil niz lesenih mostov, prvega je zgradil rimski ustanovitelji Londona. 
Sedanji most stoji na zahodnem koncu Pool v Londonu, vendar se nahaja 30 metrov gorvodno od prejšnjega. Tradicionalna konca srednjeveškega mostu sta zaznamovala sv. Magnus-the-Martyr na severnem bregu in stolnica Southwark na južni obali. Do mostu Putney, odprtega leta 1729, je bil Londonski most edino cestno prečkanje Temze dolvodno od Kingston-upon-Thames. Njegov pomen je bil v preteklosti često predmet popularne kulture, kot otroška pesem London Bridge Is Falling Down in je omenjen v umetnosti in literaturi.
Sodoben most je v lasti in vzdrževanju Bridge House Estates, pod nadzorom neodvisne dobrodelne City of London Corporation. Po njem potak cesta A 3, ki jo vzdržuje Greater London Authority.  Prehod je tudi razmejitev območja ob južnem bregu reke Temze, med Londonskim mostom in Tower Bridge, ki je bilo določeno kot poslovna četrt za izboljšanje poslovnega okolja. 

## Zgodovina

### Lokacija
Oporniki sodobnega Londonskega mostu počivajo nekaj metrov nad naravno brežino iz gramoza, peska in gline. Od poznega neolitika je južni breg izoblikovan kot naraven nasip nad okoliškim močvirjem in barjem rečnega estuarija. Severni se je dvigoval pri današnjem Cornhillu. Med nasipoma bi se lahko prečkala reka Temza preko plitvine, ko je bila plima nizka ali z brodom, ko je bila visoka. Oba nasipa, predvsem severni, sta imela stabilne brežine za promet z ladjami navzgor in navzdol po Temzi in njenem estuariju. Reka je bila glavna notranja in trgovska pot s celino vsaj od 9. stoletja pred našim štetjem dalje.  Obstajajo arheološki dokazi za razpršeno neolitsko, bronastodobno in železnodobno poselitev v bližini, a dokler tam ni bilo mostu, Londona še ni bilo.  Dve stari plitvini sta bili v uporabi le nekaj kilometrov višje, poleg sodega zgornjega plimovanja reke. Bila sta povezana s potekom ulice Watling in je vodila v osrčje plemena Katuvelauni, ki je bilo v času Cezarjeve invazije od 54 pred našim štetjem, najmočnejše pleme v Veliki Britaniji. Nekaj časa pred Claudiusovo osvojitvijo leta 43, se je moč preusmerila na keltsko pleme Trinovante, ki so zasedali regijo severovzhodno od ustja Temze iz središča pri Kamulodunumu. Prvi Londonsli most je zgradila rimska vojska kot del za izgradnje cestnega programa, ki je pomagal utrditi njihovo zasedbo. 

### Rimski most
Prvi most je bil verjetno rimski vojaški tip pontona, ki je omogočil bližnjico do Kamulodunuma iz juga in pristanišča Centiaci, po rimskih cestah Stane Street in Watling Street (zdaj A 2). Trinovanti so se podredili Rimu; velika colonia je bila ustanovljena okoli Kamulodunuma, ki je postal glavno mesto nove rimske province Britannia. Okoli leta 55, je ta začasen most nadomestil stalen lesen most na kolih, ki ga je vzdrževala in varovala majhna posadka. Na relativno visokem, suhem severnem koncu mostu, je nastalo majhno, trgovsko in pristaniško naselje in zraslo v mesto Londinium.  Manjše naselje se je razvilo na južnem koncu mostu, v območju zdaj znanem kot Southwark. Most je bil verjetno uničen skupaj z mestom v Boudicanskem uporu (leta 60), vendar sta bila oba obnovljena in Londinium je postal upravno in trgovsko glavno mesto rimske Britanije. Gorvodna plitvina in trajekti so ostali v uporabi, vendar je bil most na voljo neprekinjeno, množično za gibanje pešcev, konj in prometa z vozovi preko Temze, in povezoval štiri glavne cestne arterije severno od reke Temze štiri proti jugu. Samo dolvodno od mostu je bilo več pristanov in depojev, priročno za pomorsko trgovino med Britanijo in ostalim delom rimskega imperija. 

### Zgodnji srednjeveški most
Ob koncu rimske vladavine v Veliki Britaniji v začetku 5. stoletja je bil Londinium postopoma opuščen in most je začel propadati. V obdobju Sasov je reka postala meja med nastajajočima, med seboj sovražnima kraljestvoma Mercija in Wessex. Konec 9. stoletja je danska invazija izzvala vsaj delno ponovno uporabo Londona s strani Anglosasov. Most je morda obnovil Alfred Veliki kmalu po bitki pri Edingtonu kot del Alfredove obnove Londona v njegovem sistemu utrdb, [10], ali pa je bil obnovljen okoli 990 pod saškim kraljem  Ethelredom II. Nepripravljenem, da pospeši premike čet proti Sweynu Forkbeardu, očetu Knuta Velikega. Skaldska (sklad – islandsko 'pesnik') tradicija opisuje, da je Ethelredov zaveznik Olaf uničil most leta 1014  in razdelil danske sile, ki so imeli tako obzidano mesto London kot Southwark. Najstarejša sodobna pisna omemba anglosaškega mostu je ok. 1016, ko kronisti omenjajo, kako so Knutove ladje zaobšle prehod in je med svojo vojno ponovno pridobil prestol Edmund Železnoboki.
Po normanski osvojitvi Anglije leta 1066 je kralj Viljem I. sam obnovil most. Londonski orkan leta 1091 ga je uničil, prav tako je poškodoval cerkev St. Mary-le-Bow.  Popravil ali zamenjal ga je kralj Viljem II. Angleški, potem ga je uničil požar leta 1136, obnovil ga je kralj Štefan Angleški. Henrik II. Angleški je ustvaril meniški ceh, "Bratovščino mostu", za nadzor nad deli na Londonskem mostu in 1163 je bil Peter iz Colechurcha nadzornik zadnje obnove mostu z lesom.

### "Stari" (srednjeveški) Londonski most
Po umoru svojega nekdanjega prijatelja in kasneje nasprotnika  Thomasa Becketa, canterburyjskega nadškofa, je skesani kralj Henrik II. naročil nov nadomestni kamniti most, s kapelo na sredini posvečeno Becketu kot mučeniku. Nadškof je bil rojen Londončan in priljubljena osebnost. Kapela sv. Tomaža na mostu je postala uradni začetek romanja na njegovo canterburyjsko svetišče; bilo je višje, kot nekatere mestne župnijske cerkve in imelo dodaten vhod na nivoju reke za ribiče in kapitane trajektov. Gradbena dela so se začela leta 1176, Peter, duhovnik in kaplan v St. Mary Colechurch pa je bil nadzornik.  Stroški so bili ogromni. Henrik jih je poskušal zadovoljiti z davki na volno in ovčje kože. To je bilo verjetno povod za poznejšo legendo, da je bil Londonski most zgrajen na balah volne. Končan je bil do leta 1209 v času vladavine kralja Ivana. Za dokončanje so potrebovali 33 let. Ivan je izdajal dovoljenja za stavbna zemljišča na mostu da bi si povrnil stroške, vendar denarja ni bilo nikoli dovolj. Leta 1284 je v zameno za posojilo kraljevi blagajni, mesto London oziroma njegov sklad pridobil listino za njegovo vzdrževanje in ohranitev, ki je temeljila na dolžnostih in pravicah pobiranja mostnine nekdanje Bratovščine mostu.
Most je bil približno 8 m širok in približno 240 - 270 m dolg, z 19 nepravilno razporejenimi loki,  temeljenimi na opornikih in rečnih stebrih v strugi. Imel je dvižni most za prehod visokih ladij in obrambne vhodne utrdbe na obeh koncih. Leta 1358 je bila na njem že gneča 138 trgovin. Na mostu je bila tudi več sedežna javna latrina, ki je bila na konzoli ob ograji, tako da se je odvajala v reko spodaj. Tudi neznano število zasebnih latrin, rezerviranih za najemnike ali trgovce in uradnike mostu. Leta 1382-83 je bila narejena nova latrina (ali nadomeščena stara) na severnem koncu mostu. 
Stavbe na Londonskem mostu so bile velika nevarnost za požar in povečana obremenitev za loke, zato jih je bilo treba več skozi stoletja obnoviti. Leta 1212 je morda v Londonu izbruhnil najbolj zgodnji požar na obeh koncih mostu in v pasti se je znašlo veliko ljudi na njem. Hiše na mostu so zgorele med uporom Tylerja Wata leta 1381 in v času upora Jacka Cadesa v letu 1450. Velik ogenj leta 1633, ki je uničil severno tretjino mostu, je oblikoval požarno zaporo, da se je preprečilo nadaljnjo škodo na mostu v velikem londonskem požaru (1666).
V tudorskem obdobju je bilo na mostu okoli 200 zgradb. Nekatere so bile visoke do sedem nadstropij, nekatere so visele prečno nad reko do sedem metrov, nekaj jih je bilo tudi preko ceste, da je nastal temen tunel, skozi katerega je potekal promet, vključno (od 1579) štiri nadstropna luksuzna Nonsuch House (prva dokumentirana montažna hiša, prvotno zgrajena na Nizozemskem, razstavljena in poslana v London ). Vozišče je bilo le 4 m široko, razdeljen na dva prometna pasova, po en za vsako smer, vozički, vozovi, kočije in pešci so si delili prehod širok 1,83 m. Ko je bil most preobremenjen je bila za prečkanje potrebna tudi cela ura. Tisti, ki so si lahko privoščiti vozovnice, so raje prečkali reko s trajektom. Mostna struktura je imela več neželenih učinkov na rečni promet. Ozki loki in široki rečni stebri so omejevali plimovanje in pretok reke, tako da je v hudi zimi voda gorvodno od mostu postala bolj dovzetna za zamrznitev in neprehodna za ladje. Pretok je bil še bolj oviran v 16. stoletju zaradi vodnega kolesa (ki ga je zasnoval Peter Morice), nameščenega v dveh severnih lokih, za pogon vodne črpalke, ter v dveh južnih lokih mlin za žito. Razlika v vodostajih na obeh straneh mostu je lahko znašala tudi 2 m, kar je povzročalo divje brzice med stebri.  Le pogumni ali nepremišljeni so poskušali zapeljati čoln med stebri, nekateri so pri poskusu tudi utonili. Most so »modreci prečkali, bedaki se peljali pod njim.« 
Južna vhodna utrdba je postala prizorišče ene najbolj razvpitih znamenitosti Londona - razstava odsekanih glav izdajalcev, nataknjenih na kole, namočene v katran in kuhane, da so se ohranile pred vremenskimi vplivi. Škotski vitez William Wallace je bil prvi, ki se pojavil na utdrbi leta 1305, ko se je začelo s to tradicijo, ki naj bi trajala še nadaljnjih 355 let. Druge znane glave na kolih so še Jack Cade, vodja upora leta 1450, Thomas More leta 1535, škof John Fisher v istem letu in Thomas Cromwell leta 1540. Leta 1598 je nemški obiskovalec Londona, Paul Hentzner, naštel več kot 30 glav razstavljenih na mostu: 
Na jugu je most kamnitih osemsto čevljev dolg, čudovito delo; je podprt na dvajset stebrih iz kvadratnega kamna, šestdeset čevljev visokih in trideset širokih, povezanih z loki okoli dvajset čevljev premera. Po celem so na obeh straneh hiše tako ležeče, da dajejo videz ulice, mostu sploh ni videti. Na koncu je zgrajen stolp, na katerega vrhu so glave usmrčenih zaradi veleizdaje, nabodene na železne koče: našteli smo jih nad trideset.
Dnevnik Johna Evelyna opozorja, da je ta praksa prenehala leta 1660, po obnovi kralja Karla II.,  vendar so o glavah poročali na mestu še leta 1772. 
Leta 1722 so zastoji postali tako resni, da je župan odredil, da se morajo »vsi vozički, vozovi in druga vozila, ki prihajajo iz Southwarka v mesto držati zahodne strani omenjenega mostu in vsi ki gredo iz mesta se morajo držati vzhodne strani omenjenega mostu.« To naj bi bil tudi eden možnih izvorov za vožnjo prometa v Veliki Britaniji po levi strani. 
V skladu z zakonom Parlamenta ao od leta 1758 do 1762 vse hiše in trgovine na mostu podrli. Dva srednja loka so nadomestili z enim samim širšim razponom za izboljšanje plovbe po reki.

### "Novi" (19. stoletje) Londonski most
Do konca 18. stoletja, je bilo očitno, da bo treba stari Londonski most – do tedaj več kot 600 let star - zamenjati. Bil je ozek in dotrajan in blokiral je rečni promet. Leta 1799 je potekal natečaj za izvedbo mostu, ki bi nadomestil stari most. Med udeleženci natečaja je bil Thomas Telford, katerega predlog enega samega železnega loka v dolžini 180 m je bil zavrnjen kot neizvedljiv in nepraktičen. Na natečaju je zmagal John Rennie z bolj klasično zasnovo petih kamnitih obokov. Zgrajen je bil 30 m gorvodno, na zahodu glede na starega, izvajalec pa je bil Jolliffe in banka  Merstham, Surrey  pod nadzorom Renniejevega sina. Delo se je začelo leta 1824, temeljni kamen je bil položen v južnem kesonu, 15. junija 1825.
Stari most je bil še naprej v uporabi, medtem ko so gradili nov most in bil porušen po otvoritvi novega, leta 1831. Zgraditi je bilo potrebno nove pristopne ceste, ki so stale trikrat toliko kot sam most. Skupni stroški, okoli 2,5 milijona £ (205 milijonov € v letu 2015), so prispevale tudi britanska vlada in korporacije v Londonu.
Renniejev most je bil 283 m dolg in 15 m širok, izdelan iz haytorskega granita. Uradna otvoritev je potekala 1. avgusta 1831. Kralj Viljem IV. in kraljica Adelaide sta se udeležila banketa v paviljonu postavljenem na mostu.
Leta 1896 je bil most najbolj obremenjena točka v Londonu: 8000 pešcev in 900 vozil je prečkalo most vsako uro. S pomočjo granitnih konzol so ga razširili za 4,0 m.  Nadaljnje raziskave so pokazale, da se most pogreza za 2,5 cm vsakih osem let in ga leta 1924 je vzhodna stran potonila že približno 9 cm nižje od zahodne strani. Most bi bilo treba odstraniti in zamenjati.

### Prodaja Renniesovega Londonskega mostu Robertu McCullochu
Leta 1967 je Komunalni svet Londona razpisal prodajo in začel iskati potencialne kupce. Član sveta Ivan Luckin je navedel zamisel o prodaji most in opozoril: »Vsi so mislili, da sem popolnoma nor, ko sem predlagal, da bi morali prodati Londonski most, ko je potrebna zamenjava«. 18. aprila 1968 je bil Renniejev most prodan Američanom. Kupil ga je missourijski podjetnik Robert P. McCulloch iz McCulloch Oil za 2.460.000 US $. Trditev, da se je McCulloch zmotil, da je kupil bolj impresiven Tower Bridge je bila zavrnjena v časopisnem intervjuju.  Most je bil razstavljen in vsak kos natančno oštevilčen. Bloki so bili nato poslani v tujino skozi Panamski prekop v Kalifornijo in s tovornjaki iz Long Beach v Arizono. Most je rekonstruiralo podjetje Sundt Construction v Lake Havasu Cityju, Arizona, ponovno je bil odprt 10. oktobra 1971. Most se razteza čez Bridgewater kanal, ki vodi iz območja Uptown Lake v Havasu Cityju in sledi McCulloch Boulevarju na neimenovan otok.

### Današnji Londonski most
Sedanji Londonski most je zasnoval arhitekt lord Holford in inženirji Mott, Hay in Anderson.  Izvajalci so bili John Mowlem and Co med letoma 1967 do 1972, odprla ga je kraljica Elizabeta II. 17. marca 1973.  Sestavljen je iz treh razponov prednapetih betonskih škatlastih nosilcev, skupaj 283 m dolg. Stroške v višini 4 milijonov £ (51 milijonov £ leta 2015), je v celoti pokril dobrodelni sklad Bridge House Estates. Sedanji most je bil zgrajen na istem mestu kot Renniejev most, s tem da je prejšnji most ostal v uporabi, medtem ko sta bila izdelana prva nosilca na zgornjem in spodnjem nivoju. Promet je bil nato prestavljen na dva nova nosilca, prejšnji most pa porušen, da bi lahko dodali zadnja dva osrednja nosilca.
Leta 1984 je britanska vojna ladja HMS Jupiter trčila v Londonski most, in povzročila znatno škodo tako na ladji kot mostu.
Na dan spomina 2004, je bilo več mostov v Londonu opremljenih z rdečo osvetlitvijo kot del nočne razsvetljave ob reki iz medvojnega obdobja. Londonski most je bil tisti most, na keterem pozneje niso odstranili te osvetlitve, ki jo redno prižigajo ponoči.
Sedanji Londonski most je pogosto prikazan v filmih, novicah in dokumentarnih filmih, ko prikazujejo množico vozačev, ki potujejo na delo v mesto. Nedavni primer je igralec Hugh Grant, ko prečka most od severa proti jugu v času jutranje prometne konice, v filmu About a Boy iz leta 2002.
Na soboto 11. julija 2009 sta, kot del letne županske dobrodelne akcije in v počastitev 800. obletnice zaključka starega Londonskega mostu v času vladavine kralja Ivana, župan in svobodnjak mesta odpeljala čredo ovac čez most, kar naj bi spominjalo na starodavno pravico. 
V oboku pod južnim opornikom mostu je turistična atrakcija London Bridge Experience, kjer lahko obiskovalci doživijo zgodovino mostu.

## Londonski most v popularni kulturi
Kot je bilo že omenjeno, so bili različni Londonski mostovi redno pokazani v popularni kulturi. Na primer:
- Otroške pesmi London Bridge Is Falling Down so špekulativno povezane z več zgodovinskimi propadi mostu.
- Renniejev Stari Londonski most je pomemben mejnik v T. S. Eliotovi mojstrovini The Wate Land, pri čemer primerja prehajanje vozačev čez Londonski most s peklom v pesnitvi Dantejev Pekel.
- pesem Garyja P. Nunna London Homesick Blues vsebuje besedilo »Tudi Londonski most je padel dol in se preselil v Arizono, zdaj vem, zakaj.« [27]

## Galerija
- Srednji lok Londonskega mostu
- Pogled na lok in steber
- Panorama Temže ponoči z Londonakim mostom na desni
- Londonski most iz Southwarka
- City of London iz južnega konca mostu
- Večerni vozači prečkajo Londonski most proti Southwarku, 2007.
- Severni del mostu ponoči